# Caliroa cerasi
Caliroa cerasi är en stekelart som först beskrevs av Carl von Linné.  Caliroa cerasi ingår i släktet Caliroa och familjen bladsteklar. Ett förekommande svenskt namn på arten, framför allt i trädgårdssammanhang är slemmig fruktbladstekel. Arten är reproducerande i Sverige. Inga underarter finns listade.